# Pentachaetinae
Pentachaetinae  G.L. Nesom, 2000  è una sottotribù di piante angiosperme dicotiledoni della famiglia delle Asteraceae (sottofamiglia Asteroideae e tribù Astereae/clade North American lineage).

## Etimologia
Il nome della sottotribù deriva dal suo "genere tipo" Pentachaeta  Nutt., 1840 la cui etimologia deriva da due parole greche: "penta" (= cinque) e "chaeta" (= setole, criniera o cresta di fogliame) e fa riferimento alle cinque setole del pappo della specie Pentachaeta aurea.
ll nome scientifico della sottotribù è stato definito per la prima volta dal botanico contemporaneo Guy L. Nesom (1945 -) nella pubblicazione "Sida; Contributions to Botany. Dallas; Fort Worth, TX - 19 (2): 264 (-265). 2000" del 2000.

## Descrizione

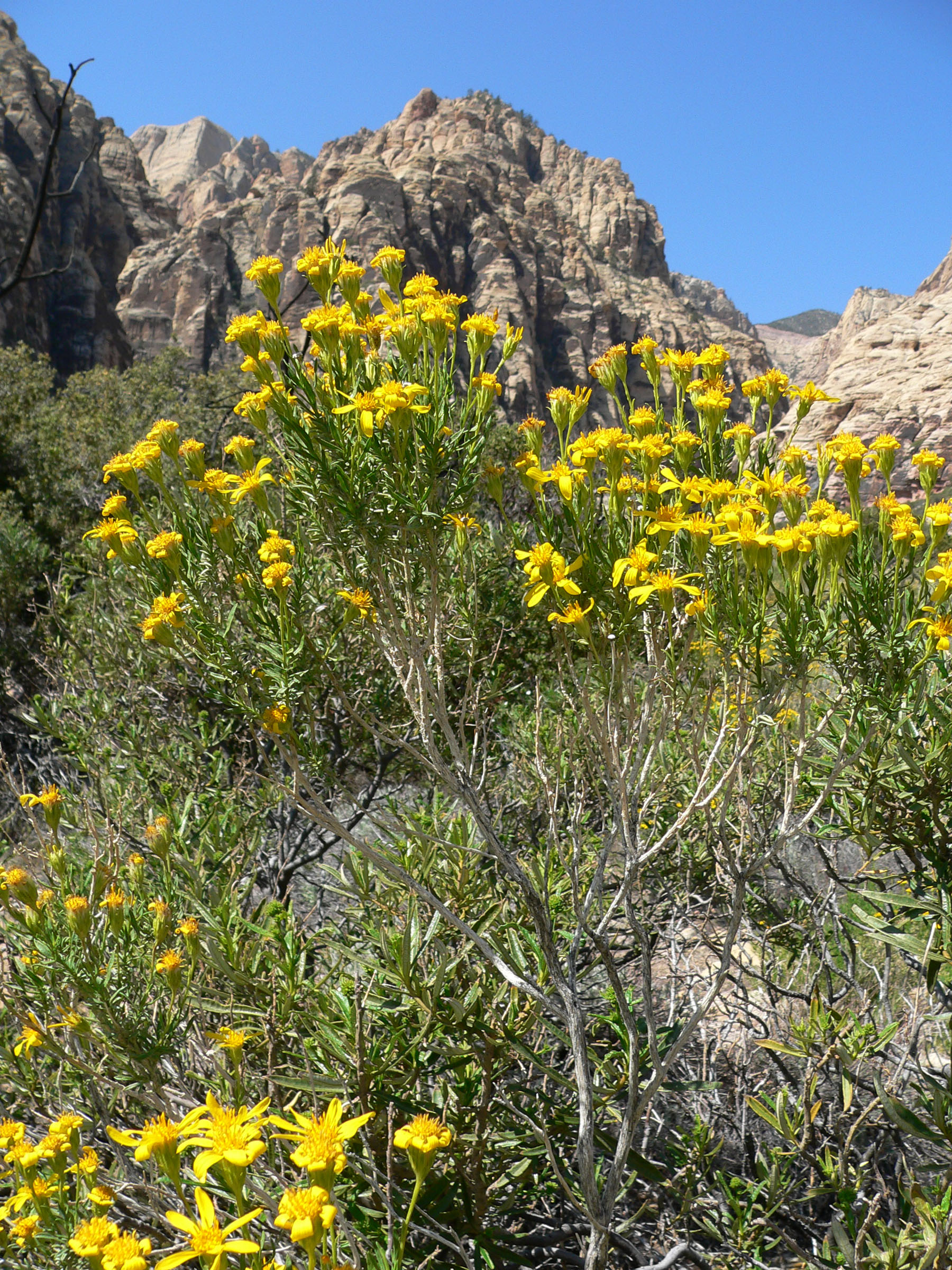
Il portamento
Ericameria linearifolia

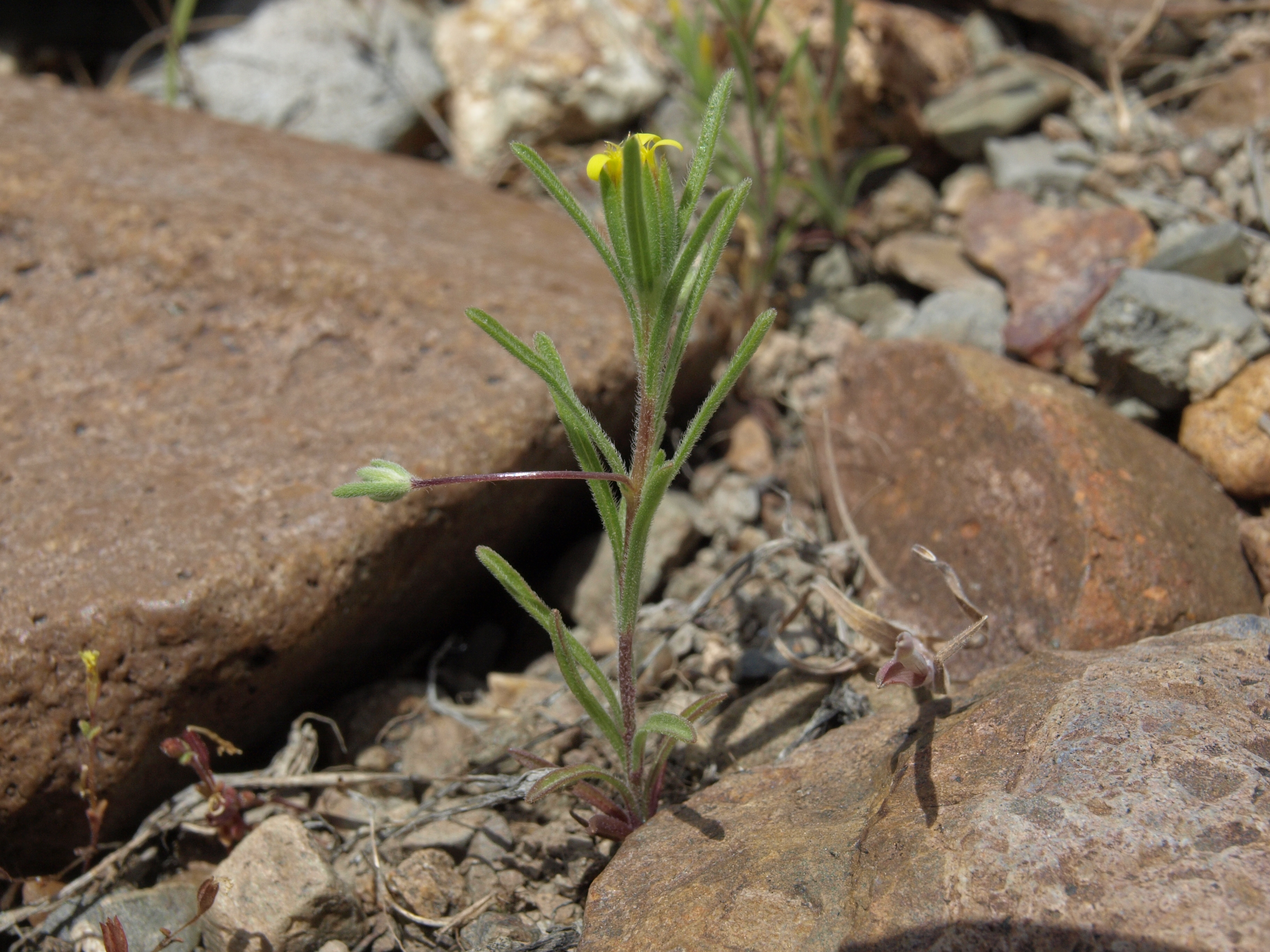
Le foglie
Rigiopappus leptocladus

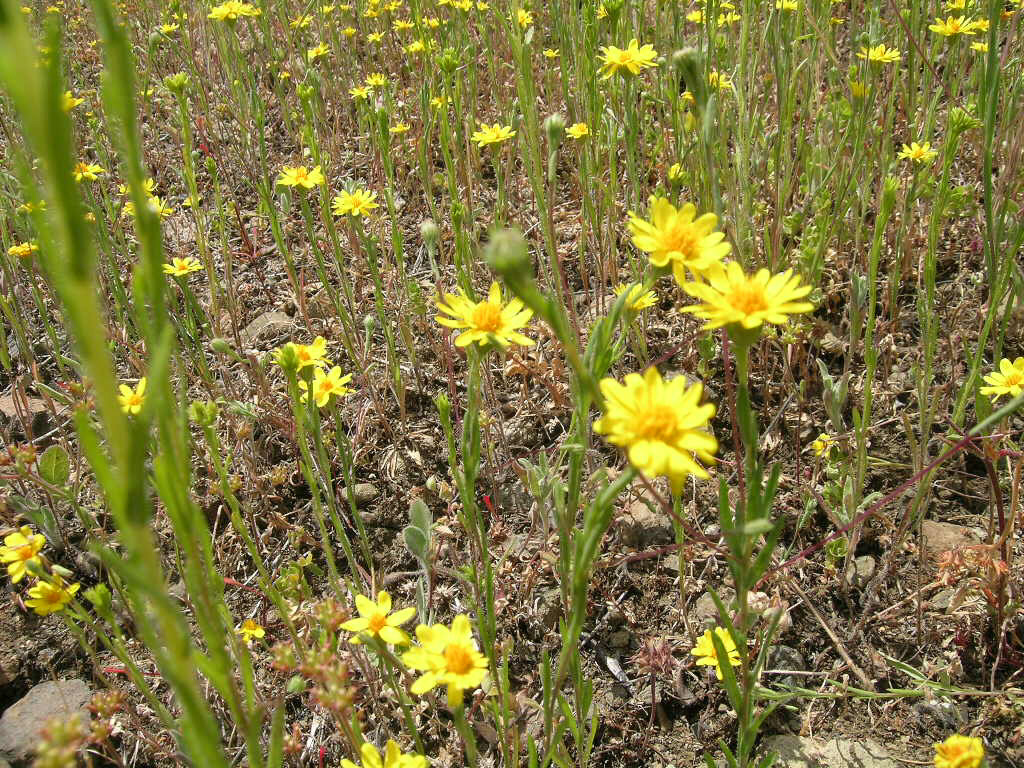
Infiorescenza
Pentachaeta lyonii

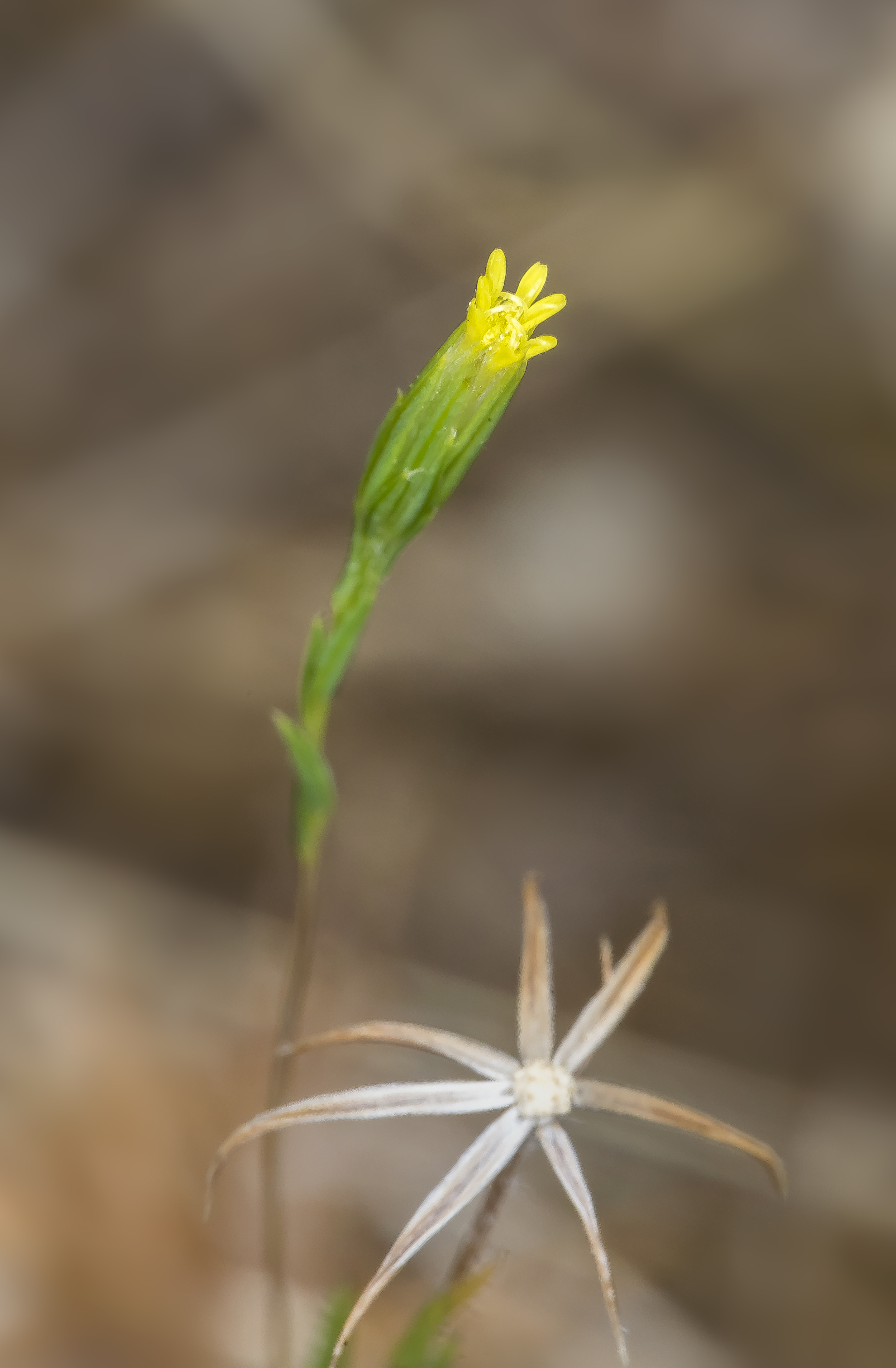
I fiori
Tracyina rostrata

Portamento. Le specie di questo genere hanno un habitus di tipo erbaceo; solamente la specie Ericameria è arbustiva. Non sono specie glandulose.
Fusto. La parte aerea è eretta, semplice o ramosa. 
Foglie. Le foglie lungo il fusto sono disposte in modo alternato; la lamina è intera e filiforme (da lineare a strettamente oblanceolata).
Infiorescenza. Le sinflorescenze sono scapose (capolini solitari) che composte da diversi capolini raccolti in formazioni corimbose. Le infiorescenze vere e proprie sono composte da un capolino terminale lungamente peduncolato di tipo radiato con fiori eterogami. I capolini sono formati da un involucro, con forme da cilindriche a campanulate, composto da diverse brattee, al cui interno un ricettacolo fa da base ai fiori di due tipi: fiori del raggio e fiori del disco. Le brattee, piatte, con margini ialini e a consistenza erbacea, sono disposte in modo più o meno embricato su più serie. Il ricettacolo in genere è nudo ossia senza pagliette a protezione della base dei fiori; la forma è piano-convessa.
Fiori.  I fiori sono tetra-ciclici (formati cioè da 4 verticilli: calice – corolla – androceo – gineceo) e pentameri (calice e corolla formati da 5 elementi). Si distinguono in:
- fiori del raggio (esterni): sono femminili e sono disposti su una sola serie; la forma è ligulata (zigomorfa);
- fiori del disco (centrali): sono più numerosi con forme brevemente tubulose (attinomorfe); sono ermafroditi o (raramente) funzionalmente maschili.

- Formula fiorale:

*/x K {\displaystyle \infty }, [C (5), A (5)], G 2 (infero), achenio
- Calice: i sepali del calice sono ridotti ad una coroncina di squame.

- Corolla: 
  - fiori del raggio: la forma della corolla alla base è più o meno tubulosa-imbutiforme, mentre all'apice è ligulata; la ligula può terminare con alcuni denti; il colore è giallo (bianco in alcune specie del genere Pentachaeta);
  - fiori del disco: la forma è tubulare bruscamente divaricata in 5 lobi; i lobi, patenti o eretti, hanno una forma deltata o più o meno lanceolata; il colore è giallo o giallo-forte.

- Androceo: l'androceo è formato da 5 stami sorretti da filamenti generalmente liberi; gli stami sono connati e formano un manicotto circondante lo stilo; le teche (produttrici del polline) alla base sono troncate e sono lievemente auricolate (molto raramente sono speronate o hanno una coda); le appendici apicali delle antere hanno delle forme piatte e lanceolate; il tessuto endoteciale (rivestimento interno dell'antera) è quasi sempre polarizzato (con due superfici distinte: una verso l'esterno e una verso l'interno). Il polline è sferico con un diametro medio di circa 25 micron;  è tricolporato (con tre aperture sia di tipo a fessura che tipo isodiametrica o poro) ed è echinato (con punte sporgenti).[10][12]

- Gineceo: l'ovario è infero uniloculare formato da 2 carpelli.[6] Lo stilo (il recettore del polline) è profondamente bifido (con due stigmi divergenti) e con le linee stigmatiche marginali separate e lunghe.[13] I due bracci dello stilo hanno una forma da lanceolata a deltoide e possono essere papillosi o ricoperti da ciuffi di peli.

Frutti. I frutti sono degli acheni con pappo; 
- achenio:  gli acheni sono affusolati ma compressi lateralmente, con un profilo da strettamente oblungo a oblanceolato (negli acheni del genere Tracyina è presente un becco);
- pappo: il pappo è formato da setole disposte su 1 – 2 serie; non sono a forma di ancora. Le setole spesso sono persistenti e presenti in multipli di 5 (il nome della sottotribù - Pentachaetinae = a cinque capelli - deriva da questa caratteristica del pappo); a volte sono dilatate alla base e parzialmente connate. In alcuni casi sono assenti o sostituite da lunghe scaglie (come in Rigiopappus).

## Biologia
Impollinazione: l'impollinazione avviene tramite insetti (impollinazione entomogama tramite farfalle diurne e notturne).

Riproduzione: la fecondazione avviene fondamentalmente tramite l'impollinazione dei fiori (vedi sopra).

Dispersione: i semi (gli acheni) cadendo a terra sono successivamente dispersi soprattutto da insetti tipo formiche (disseminazione mirmecoria). In questo tipo di piante avviene anche un altro tipo di dispersione: zoocoria. Infatti gli uncini delle brattee dell'involucro (se presenti) si agganciano ai peli degli animali di passaggio disperdendo così anche su lunghe distanze i semi della pianta. Inoltre per merito del pappo il vento può trasportare i semi anche a distanza di alcuni chilometri (disseminazione anemocora).

## Distribuzione e habitat
L'habitat delle specie di questa sottotribù è relativo all'areale della California (U.S:A.). Nella tabella sottostante sono indicate in dettaglio le distribuzioni relative ai vari generi della sottotribù.

## Sistematica
La famiglia di appartenenza di questa voce (Asteraceae o Compositae, nomen conservandum) probabilmente originaria del Sud America, è la più numerosa del mondo vegetale, comprende oltre 23.000 specie distribuite su 1.535 generi, oppure 22.750 specie e 1.530 generi secondo altre fonti (una delle checklist più aggiornata elenca fino a 1.679 generi). La famiglia attualmente (2021) è divisa in 16 sottofamiglie; la sottofamiglia Asteroideae è una di queste e rappresenta l'evoluzione più recente di tutta la famiglia.

### Filogenesi
Il gruppo di questa voce è descritto nella tribù Astereae, una delle 21 tribù della sottofamiglia Asteroideae). Da un punto di vista filogenetico, la tribù Astereae fa parte del supergruppo (o sottofamiglia) "Asteroideae grade"; l'altro è il supergruppo "Non-Asteroideae" contenente il resto delle sottofamiglie delle Asteraceae. All'interno del supergruppo è vicina alle tribù Senecioneae, Calenduleae, Gnaphalieae e Anthemideae.
I caratteri più notevoli della tribù Astereae sono: la base delle antere sono prive di code e non sono calcarate (speronate); le linee stigmatiche dei bracci dello stilo sono totalmente separate; i due bracci dello stilo hanno una forma breve o allungata da lanceolata a deltoide e possono essere papillosi o ricoperti da ciuffi di peli (all'esterno, mentre all'interno sono glabri). La distribuzione della maggior parte delle specie di questo gruppo è nelle regioni temperate nord e sud.
In base alle ultime ricerche nella tribù sono stati individuati (provvisoriamente) 5 principali lignaggi:
- Basal grade: include alcuni generi isolati, il gruppo "South American-Oceania",  alcune sottotribù africane e il gruppo dei generi legnosi del Madagascar.
- Bellis lineage: comprende le sottotribù eurasiatiche e una sottotribù africana.
- Aster lineage: include i generi asiatici di Asterinae e i principali gruppi dell'Australia e dell'Oceania.
- Baccharis lineage: include alcuni gruppi sudamericani.
- North American lineage: include la vasta gamma di sottotribù del Nordamerica, Messico e alcuni gruppi distribuiti nel Sudamerica.

La sottotribù di questa voce è inclusa nel lignaggio "North American lineage". In particolare le specie di questa voce sono vicine, da un punto di vista filogenetico, a quella della sottotribù Solidagininae (insieme le due sottotribù formano un "gruppo fratello). Attualmente la sottotribù è suddivisa in due gruppi:
- Pentachaeta group: è caratterizzato da portamenti erbacei annuali e comprende i generi Pentachaeta, Rigiopappus e Tracyina.
- Ericameria group: è caratterizzato da portamenti arbustivi e comprende il genere Ericameria.

Il gruppo Ericameria per certi aspetti è molto diversi dal gruppo Pentachaeta e ciascuno potrebbe ragionevolmente essere trattato al rango subtribale. Tuttavia i dati molecolari indicano che hanno una relazione tipo "fratello" e insieme sono molto distanti dai generi delle sottotribù vicine.
Il cladogramma seguente, tratto dallo studio citato e semplificato, mostra una possibile configurazione filogenetica della sottotribù. Nel cladogramma è evidente la posizione "basale" del genere Ericameria a lungo ritenuto esterno alla sottotribù.
|  | \| \| Rigiopappus \| \| \| \| \| \| Tracynia \| \| \| \| |
|  |                                                          |
|  | Pentachaeta                                              |
|  |                                                          |
|  | Rigiopappus                                              |
|  |                                                          |
|  | Tracynia                                                 |
|  |                                                          |

|  | Rigiopappus |
|  |             |
|  | Tracynia    |
|  |             |

|  | \| \| Rigiopappus \| \| \| \| \| \| Tracynia \| \| \| \| |
|  |                                                          |
|  | Pentachaeta                                              |
|  |                                                          |
|  | Rigiopappus                                              |
|  |                                                          |
|  | Tracynia                                                 |
|  |                                                          |

|  | Rigiopappus |
|  |             |
|  | Tracynia    |
|  |             |

I caratteri distintivi delle specie di questa sottotribù sono:
- il portamento è soprattutto erbaceo annuale (ad eccezione di Ericameria);
- le appendici dello stilo dei fiori del disco variano da strettamente oblunghe a lanceolate;
- le linee stigmatiche dello stilo sono allungate.

### Composizione della sottotribù
La sottotribù Pentachaetinae comprende 4 generi e 45 specie.
| Genere                    | N. specie                                        | Distribuzione                         | Caratteri più significativi | Numeri cromosomici | Fiori |
| ------------------------- | ------------------------------------------------ | ------------------------------------- | --- | ------------------ | ----- |
| Ericameria Nutt., 1840    | 37                                               | Messico, U.S.A. e Canada              | Il portamento delle specie è arbustivo. - Le varie parti delle piante non sono spinose. - Le setole del pappo sono quasi tutte della stessa lunghezza.                       | 2n = 18            |       |
| Pentachaeta Nutt., 1840   | 6                                                | California e Messico nord-occidentale | Il ricettacolo è privo di pagliette a protezione della base dei fiori. - Gli acheni sono privi di becco. - Il pappo è formato da setole.                                     | 2n = 18            |       |
| Rigiopappus A.Gray, 1865. | Una specie: Rigiopappus leptocladus A.Gray, 1865 | U.S.A. sud-occidentali                | Il ricettacolo si presenta con delle pagliette solamente tra i fiori del raggio e quelli del disco. - Il pappo è formato da lunghe scaglie.                                  | 2n = 18            |       |
| Tracyina S.F.Blake, 1937  | Una specie: Tracyina rostrata S.F.Blake, 1937    | California                            | Le brattee dell'involucro si presentano con lunghezza diverse, disposte in modo scalare su 3 – 4 serie. - Gli acheni terminano con un becco. - Il pappo è formato da setole. | 2n = 18            |       |

### Chiave per i generi
Per meglio comprendere ed individuare i vari generi della sottotribù l'elenco seguente utilizza il sistema delle chiavi analitiche.
- 1A: il portamento delle specie è arbustivo;

genere Ericameria
- 1B: il portamento delle specie è erbaceo annuale;
  - 2A: gli acheni terminano con un becco; il pappo è formato da setole; le brattee dell'involucro si presentano con lunghezza diverse, disposte in modo scalare su 3 – 4 serie;

genere Tracyina
- 2B: gli acheni non terminano con un becco; il pappo è formato da setole o da scaglie; le squame dell'involucro sono disposte su 2 – 3 serie in modo uguale;

- 3A: il pappo è formato da setole; il ricettacolo è privo di pagliette a protezione della base dei fiori;

genere Pentachaeta
- 3B: il pappo è formato da lunghe scaglie; il ricettacolo si presenta con delle pagliette solamente tra i fiori del raggio  e quelli del disco;

genere Rigiopappus